# Ali Yavaş
Ali Yavaş (* 1950) ist ein ehemaliger türkischer Fußballspieler, -trainer und -funktionär. Durch seine langjährige Tätigkeit für Galatasaray Istanbul wird er sehr stark mit diesem Verein assoziiert. Auf Fan- und Vereinsseiten wird er als einer der legendären Spieler der Klubgeschichte aufgefasst. Neben seiner Fußballkarriere arbeitete er für den Klub auch als Manager und Koordinator der Nachwuchsabteilung. In der zuletzt genannten Funktion entdeckte und förderte er spätere Nationalspieler wie Arda Turan, Sabri Sarıoğlu, Aydın Yılmaz und Semih Kaya.

## Spielerkarriere

### Verein
Yavaş begann mit dem Fußballspielen beim Istanbuler Zweitligisten Karagümrük SK. Bei diesem Klub wurde er zur Saison 1967/68 in den Profikader aufgenommen und absolvierte während seiner ersten Saison elf Ligaspiele. In seiner zweiten Saison stieg er zum Stammspieler auf und beendete die Saison mit 25 Ligaeinsätzen. Zum Sommer 1969 verpasste sein Verein den Klassenerhalt und stieg in die 3. Futbol Ligi, der damals dritthöchsten türkischen Spielklasse ab. Die nächsten zwei Spielzeiten in Yavaş' Karriere sind undokumentiert. In der Saison 1971/72 spielte er beim Drittligisten DÇ Karabükspor und machte hier auf sich aufmerksam. Mit seinem Verein beendete er die Drittligasaison 1971/72 als Meister, stieg dadurch mit diesem in die 2. Futbol Ligi auf und hatte an der ersten Zweitligateilnahme des Vereins Anteil.
Nach dieser Saison wurde er vom westtürkischen Erstligisten für die anstehende Saison 1972/73 verpflichtet. Bei seinem neuen Verein etablierte er sich im Verlauf seiner ersten Saison als Stammspieler, festigte diese in seiner zweiten Saison und avancierte zu einem der begehrtesten Spieler der Sommertransferperiode 1974.
Obwohl Yavaş in der Sommertransferperiode 1974 von den anderen Istanbuler Vereinen Beşiktaş und Fenerbahçe Angebote erhalten hatte, sagte er früh dem Angebot von Galatasaray Istanbul zu und ließ sich anschließend auch nicht durch bessere Angebote der Erzrivalen Beşiktaş und Fenerbahçe umstimmen. zu Galatasaray gewechselt erkämpfte sich Yavaş schnell einen Stammplatz und behielt diesen etwa zweieinhalb Spielzeiten lang. Yavaş' Karriere nahm während der WM1978-Qualifikationsspiels gegen die Nationalmannschaft der DDR vom 17. November 1976 eine dramatische Wendung an. In dieser Begegnung verletzte er sich in der 9. Minute und musste ausgewechselt werden. Seine Verletzung entpuppte sich schwerwiegender als erwartet und so fiel Yavaş etwa ein Jahr lang verletzungsbedingt aus und konnte erst im 11. September 1977 wieder eine Pflichtspielpartie absolvieren. Nach seiner Verletzung konnte Yavaş nie wieder an seine alte Form anknüpfen und kam nur zu sporadischen Einsätzen.
Nachdem er in der Spielzeit 1979/80 zu keinem Einsatz mehr bekommen war, beendete er im Sommer 1980 mit einem am 11. August 1980 organisierten Abschiedsspiel, in dem Karabükspor auf Galatasaray traf, mit 30 Jahren seine Karriere. Während seiner Zeit für die Istanbuler konnte er mit seinem Team ein Mal den Türkischen Pokal: 1975/76, zwei Mal den Premierminister-Pokal und ein Mal den TSYD-Istanbul-Pokal holen.

### Nationalmannschaft
Yavaş' Länderspielkarriere begann 1975 mit einem Einsatz für die türkische Nationalmannschaft. Fortan gehörte er etwa ein Jahr lang zu den regelmäßig nominierten Nationalspielern und absolvierte nahezu alle A-Länderspiele der Türkei. Nachdem er sich in der Partie vom 17. November 1976 gegen die  Nationalmannschaft der DDR schwer verletzte, fand er nicht mehr zur alten Form zurück und wurde nicht mehr nominiert.
Insgesamt absolvierte Yavaş sieben A-Länderspiele für sein Land.

## Trainer- und Funktionärskarriere
Ein Jahr nach dem Ende seiner Spielerkarriere übernahm  1981 kurze Zeit den Istanbuler Amateurverein Tophane SK als Trainer.
1982 wurde er bei Galatasaray Istanbul zum Manager ernannt und blieb etwa eine Spielzeit in diesem Amt.
Im Juni 1988 wurde er beim Drittligisten Kasımpaşa Istanbul als Manager eingestellt. In dieser Funktion führte er den Verein zum Saisonende zur Meisterschaft der 3. Futbol Ligi und damit nach 22 Jahren wieder zur Teilnahme an der 2. Futbol Ligi. Nach diesem Erfolg übernahm er im Juni 1989 Kasımpaşa als Cheftrainer. Bereits vier Monate später trat er von seinem Amt als Cheftrainer zurück.
Im November 1989 übernahm er İstanbulspor als Cheftrainer und folgte damit seinem ehemaligen Teamkollegen Mustafa Yürür. Bereits zur Winterpause verließ er diesen Verein und wurde kurze Zeit später durch Soner Metiner ersetzt.
Nachdem Yavaş' ehemaliger Spielerkamerad Fatih Terim bei Galatasaray das Amt des Cheftrainers übernommen hatte, wurde Yavaş zum Leiter der Nachwuchsabteilung ernannt. In diesem Amt arbeitete er bis zum November 2008 und trat nach einer Kontroverse mit dem Vereinspräsidenten Adnan Polat zurück. Während seiner Tätigkeit für Leiter der Nachwuchsabteilung entdeckte und förderte er Talente und spätere Nationalspieler wie Arda Turan, Sabri Sarıoğlu, Aydın Yılmaz und Semih Kaya.
Im Frühjahr 2009 begann er beim aserbaidschanischen Verein FK Qəbələ als Leiter der Nachwuchsabteilung zu arbeiten.

## Trivia
- Galatasaray Istanbul organisiert seit der Eröffnung des neuen Stadions Türk Telekom Arena, unter der Schirmherrschaft des Hauptsponsors Türk Telekom, vor jedem Heimspiel eine Danksagung für seine ehemaligen legendären Spieler. So wurde am 22. April 2012 im Rahmen der Ligabegegnung gegen den Erzrivalen Fenerbahçe Istanbul Yavaş eine Dankesplakette für seine langjährigen Dienste und Erfolge überreicht.[1][2]

## Erfolge

### Als Spieler
Mit DÇ Karabükspor
- Meister der TFF 2. Lig und Aufstieg in die TFF 1. Lig: Drittligasaison 1971/72

Mit Galatasaray Istanbul
- Türkischer Pokalsieger: 1975/76
- Premierminister-Pokalsieger: 1973/74, 1978/79
- TSYD-Istanbul-Pokalsieger: 1977/78